# Xã Prairie City, Quận McDonough, Illinois
Xã Prairie City (tiếng Anh: Prairie City Township) là một xã thuộc quận McDonough, tiểu bang Illinois, Hoa Kỳ. Năm 2010, dân số của xã này là 510 người.